# タン・クアンニンFC
タン・クアンニンFC（英: Than Quang Ninh Football Club, ベトナム語: Câu lạc bộ bóng đá Than Quảng Ninh）は、1956年4月24日に創設されたベトナムのクアンニン省カムファをホームタウンとするサッカークラブ。
2021年シーズンはVリーグ1で3位につけていたものの、COVID-19パンデミックのために8月24日に中止が決定。翌8月25日に財政難のためにクラブの活動を停止した。

## 過去の成績
- 2012 ファーストディヴィジョン : 4位
- 2013 Vリーグ2 : 2位 (昇格)
- 2014 Vリーグ1 : 6位